# Фреттероде
Фреттероде (нем. Fretterode) — община в Германии, в земле Тюрингия. 
Входит в состав района Айхсфельд. Подчиняется управлению Ханштайн-Рустеберг.  Население составляет 184 человека (на 31 декабря 2010 года). Занимает площадь 5,87 км².